# Этамп-сюр-Марн
Эта́мп-сюр-Марн (фр. Étampes-sur-Marne) — коммуна во Франции, находится в регионе Пикардия. Департамент коммуны — Эна. Входит в состав кантона Шато-Тьерри. Округ коммуны — Шато-Тьерри.
Код INSEE коммуны — 02292.

## Население
Население коммуны на 2010 год составляло 1164 человека.
| 1962 | 1968 | 1975 | 1982 | 1990 | 1999 | 2010 |
| ---- | ---- | ---- | ---- | ---- | ---- | ---- |
| 880  | 1363 | 1224 | 1246 | 1358 | 1313 | 1164 |

## Экономика
В 2010 году среди 751 человека трудоспособного возраста (15—64 лет) 572 были экономически активными, 179 — неактивными (показатель активности — 76,2 %, в 1999 году было 73,2 %). Из 572 активных жителей работали 509 человек (269 мужчин и 240 женщин), безработных было 63 (31 мужчина и 32 женщины). Среди 179 неактивных 52 человека были учениками или студентами, 81 — пенсионерами, 46 были неактивными по другим причинам.